# Davie504
Davie504 (настоящее имя — Давиде Бьяле) — итальянский ютубер и музыкант. Бьяле наиболее известен своей игрой на бас-гитаре, в основном с использованием техники «слэп», а также многочисленными кавер-версиями известных песен и вирусными видеороликами.

## Биография и карьера
Давиде Бьяле начал играть на бас-гитаре в средней школе под влиянием басиста и лидера группы Kiss Джина Симмонса. Бьяле поступил в университет в Генуе, но вскоре бросил учёбу, чтобы сосредоточиться на своей карьере на YouTube. В 2011 году он создал канал под названием Davie504, а в 2012 году начал загружать оригинальные в своём исполнении кавер-версии песен. Примеры: использование пачки M&M’s для кавер-версий песен Эминема; попурри из песен группы Korn, исполненное на кукурузных початках; и каверы на композиции Red Hot Chili Peppers, сыгранные на стручках перца чили. Он также выполняет «челленджи», которые часто предлагаются ему комментаторами к его видео, например: играть непрерывное соло на басу в течение 5 часов, или играть басовую линию, которая, по утверждению диджея Deadmau5, «технически невозможна».
Davie504 также известен каверами и видео, связанными с мемами. Пример наиболее известного видео — кавер на рэп-композицию блогера PewDiePie «Bitch Lasagna», являющийся своеобразной поддержкой Пьюдипая в интернет-битве с индийской корпорацией «T-Series». Что иронично, Бьяле записал этот кавер прямо напротив штаб-квартиры T-Series. Также Davie504 регулярно записывает видео-реакции на посты на его странице в Reddit.
В 2017 году британская компания Chowny Bass, расположенная в Бристоле, выпустила фирменную бас-гитару Davie504. В мае 2019 года Бьяле занял второе место в списке «The 20 Hottest Bassists In The World Today» сайта MusicRadar. Позднее, в этом же году, он получил золотую кнопку YouTube, которую превратил в кастомную бас-гитару под брендом Amnesia Guitars.
Также он вызывает на музыкальный поединок многих известных музыкальных ютуберов. Наиболее известными являются дуэль с американским гитаристом TheDooo и поединок с двумя австралийскими скрипачами из канала TwoSet Violin, тем самым рекламируя их каналы.
По состоянию на январь 2024 года YouTube-канал Davie504 приносит от 19,1 до 153 тысяч долларов в месяц с помощью AdSense.

## Характеристика
Давиде стал известен благодаря совершенной игре на бас-гитаре, а также самоиронии в видео. Комичный эффект в видеоролики добавляет итальянский акцент Давиде и отсутствие эмоций.

## Личная жизнь
С октября 2022 года Бьяле состоит в браке с коренной тайванькой, настоящее имя которой неизвестно.  15 июня 2023 пара провела повторную свадьбу в Тайване. Она также играет на бас-гитаре. Davie504 поначалу общался с ней в соцсетях, но затем прилетел на Тайвань для знакомства в реальной жизни и остался там на некоторое время. Затем, когда Бьяле собирался возвращаться домой, его девушка решила полететь с ним и впоследствии осталась жить в Великобритании с Бьяле.

## Дискография

### Студийные альбомы
- Let’s Funk! (2014)
- Funkalicious (2015)
- Very Impressive (2016)

### Синглы
- Lighter (2014)
- Bass Bass Bass (2020)
- S L A P P (2020)
- Plastic Bass (2021)